# Friends (Led Zeppelin)
Friends is een nummer van de Engelse rockband Led Zeppelin. Het is het tweede nummer van hun derde studioalbum Led Zeppelin III uit 1970.

## Compositie
Friends is een akoestisch nummer dat gespeeld wordt in de C-A-C-G-C-E gitaarstemming. De strijkers in het nummer moesten er volgens gitarist Jimmy Page voor zorgen dat het nummer een Indiaas geluid zou krijgen.
Het nummer eindigt met een monotoon, dreunend geluid afkomstig van een, door bassist John Paul Jones bespeelde, Moog-synthesizer. Het volgende nummer, Celebration Day, begint met dit geluid waardoor de twee nummers muzikaal met elkaar verbonden worden.

## Live-uitvoering
Led Zeppelin heeft het nummer, voor zover bekend, slechts één keer live gespeeld, op 29 september 1971 tijdens de Japanse concerttour in de Festival Hall in Osaka. Van dit optreden zijn opnames verschenen op verschillende bootlegs, zoals op het album Led Zeppelin Live in Japan.

## Andere versie
Friends werd door Page en zanger Robert Plant, samen met het Bombay Symphonie Orkest, opnieuw opgenomen tijdens hun trip door India in maart 1972. Ook het nummer Four Sticks, van het album Led Zeppelin IV uit 1971, werd er gespeeld. Het nummer werd, samen met "Four Sticks", pas in 2015 op de geremasterde versie van het album Coda uitgebracht.

### Andere live-versie
In 1994 namen Page and Plant het nummer op voor hun livealbum No Quarter: Jimmy Page and Robert Plant Unledded.

## Cover-versies
Friends is door diverse artiesten gecoverd. De bekendste zijn:

| Artiest         | Album                                  | Jaar |
| --------------- | -------------------------------------- | ---- |
| Stone           | Colours                                | 1990 |
| R. Stevie Moore | Unpopular Singer-Vol. 3                | 1994 |
| Pain Killer     | Led Zeppelin Tribute - Whole Lotta Led | 1998 |
| Arc Iris        | Friends and Lovers                     | 2019 |